# Oberea posticata
Oberea posticata là một loài bọ cánh cứng trong họ Cerambycidae.